# La Roche Ballue
La Roche Ballue est un lieu-dit de la commune de Bouguenais, dans le département français de la Loire-Atlantique, sur lequel est aménagée une base de plein air et de loisirs dans une ancienne carrière de pierres.

## Présentation
Le site de la Roche Ballue s'organise autour d'un étang artificiel situé au pied du front de taille, haut de 35 à 40 mètres et long de 900 mètres, de l'ancienne carrière de pierres exploitée pendant 150 ans, du début du XIXe siècle jusqu'en 1977.

### Historique
Les roches massives du coteau sont exploitées pour permettre l'aménagement de digues plus en aval de l'estuaire de la Loire, sur les îles de Noirmoutier et d'Yeu. Elles sont également utilisées dans le secteur de la construction et du bâtiment (routes, pistes de l'aéroport de Nantes, base sous-marine de Saint-Nazaire pendant l'occupation allemande.
Cette activité a contribué au développement économique et social de la commune de Bouguenais. Les hommes venaient des villages environnants et parfois d'Espagne, d'Italie ou du Maroc pour y travailler. Les roches étaient ensuite acheminées vers la Loire distante de 600 mètres par des wagonnets ou par téléphérique pour être chargées sur des bateaux à destination du port de Nantes ou celui de Saint-Nazaire.
Mais l'activité a généré de nombreuses nuisances pour le voisinage, notamment du fait de l'utilisation d'explosifs pour casser le front de carrière. La faible rentabilité du site et la mobilisation des riverains a conduit à la fermeture en 1977. 
En 1996, la Ville de Bouguenais décide de réaménager cette ancienne carrière en site naturel de loisirs, tout en conservant son aspect sauvage et en respectant la mémoire des lieux.

## Galerie

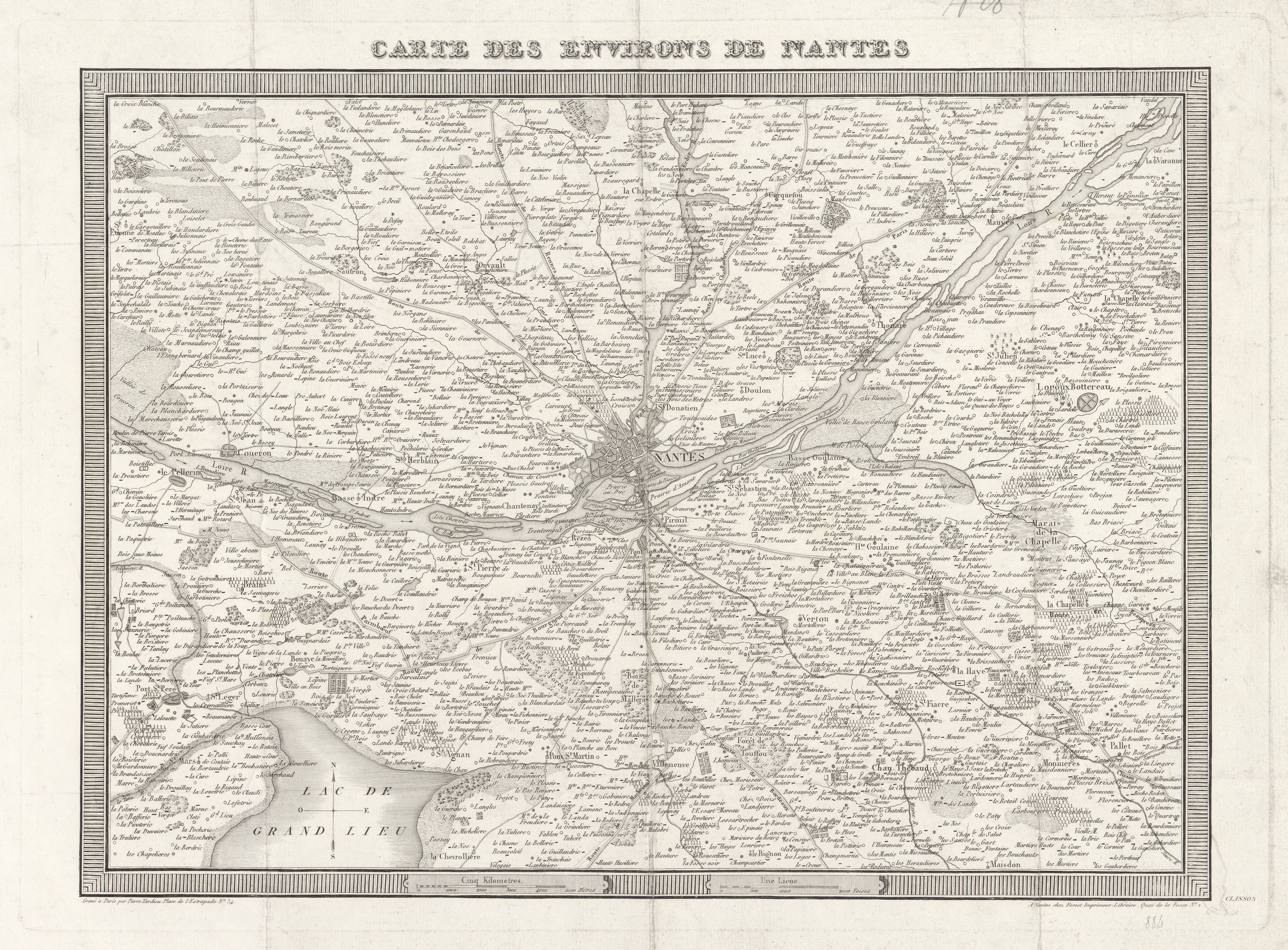
La Roche Ballue figurant sur la Carte des environs de Nantes, par Pierre Tardieu (1828)
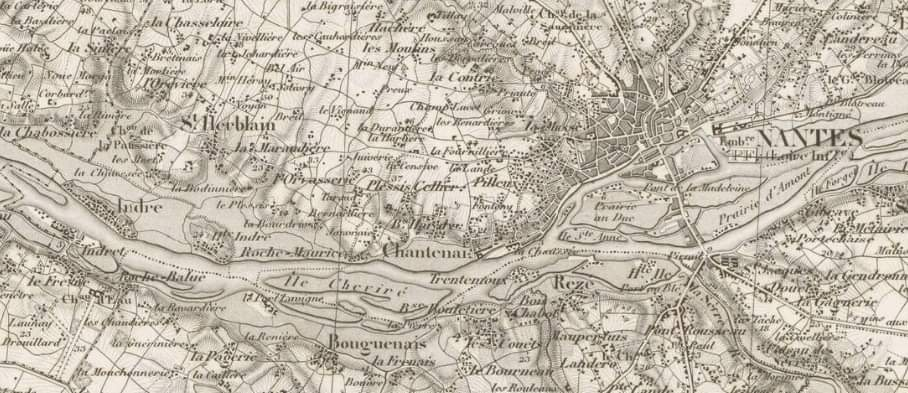
La Roche Ballue représenté sur un extrait de la carte Nantes et les Îles de la Loire (1850)
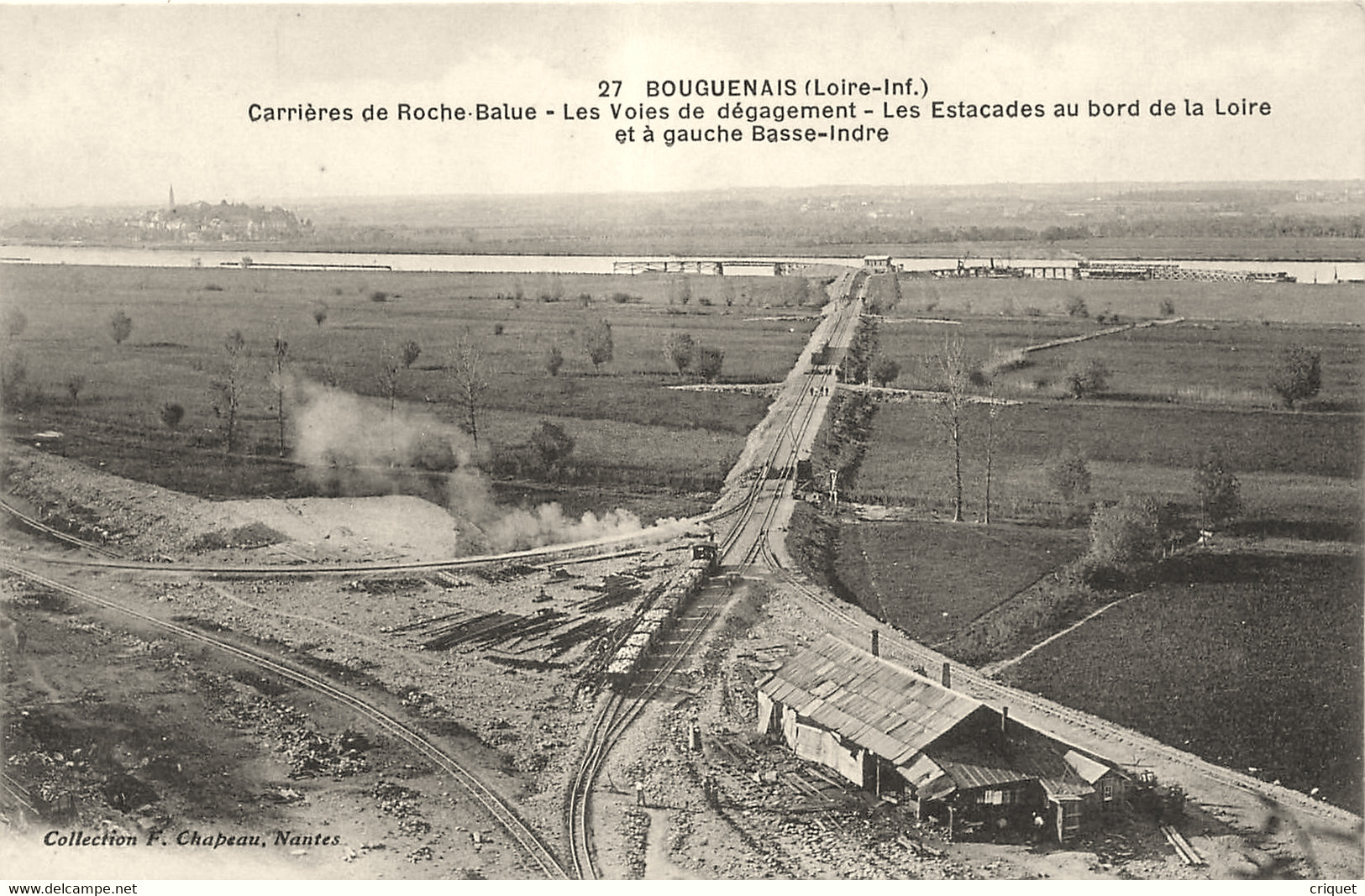
Carrières de Roche-Balue, les voies de dégagement, les estacades au bord de la Loire et à gauche, Basse-Indre.